# Koenraad Elst

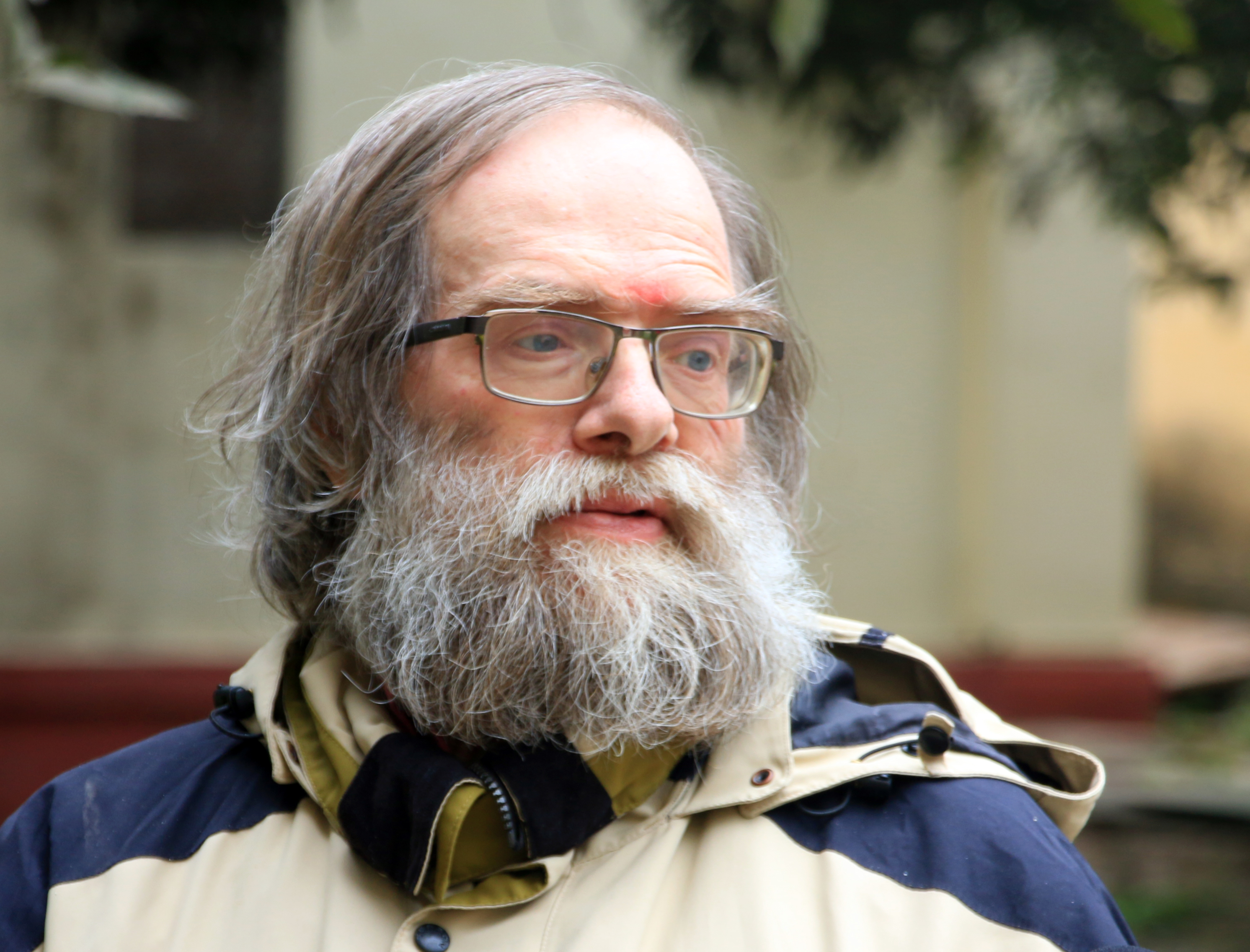
Koenraad Elst, 2018

Koenraad Elst (* 7. August 1959 in Löwen) ist ein belgischer Autor der Hindutva-Bewegung.

## Leben und Wirken
Er studierte Philosophie, Sinologie und Indo-Iranische Studien in Löwen. Nach einem Aufenthalt an der Banaras Hindu University veröffentlichte er sein erstes Buch über den Ayodhya-Konflikt. 1998 promovierte er in Löwen. Er wurde in den 1990er Jahren ein bekannter Autor zur indischen Politik und Geschichte. Seine Ansichten werden von einem großen Teil der akademischen Indienforschung als teilweise problematisch eingestuft oder schlicht abgelehnt.
Unter anderem vertritt Elst die Out-of-India-Theorie, welche besagt, dass die Urheimat der Indogermanen auf dem indischen Subkontinent gelegen habe und dass sich die indogermanische Ursprache dort entwickelt habe, zwei Thesen, die in der gegenwärtigen Indologie und Indogermanistik eine Außenseitermeinung darstellen.
2012 beklagte er, dass sein englischsprachiger Wikipedia-Artikel keine faire Darstellung seiner Ansichten sei.
Er gilt oder galt zeitweilig als dem Hindu-Nationalismus und europäischem Neo-Paganismus im Sinne de Benoists nahestehend und schreibt Beiträge für das anti-islamische The Brussels Journal.

## Werke
- Ram Janmabhoomi vs. Babri Masjid. A Case Study in Hindu-Muslim Conflict, Voice of India, Delhi 1990 (Ein großer Teil dieses Buchs ist enthalten in: Vinay Chandra Mishra, Parmanand Singh (Hrsg.): Ram Janmabhoomi Babri Masjid, Historical Documents, Legal Opinions & Judgments, Bar Council of India Trust, Delhi 1991.)
- Ayodhya and After: Issues Before Hindu Society, Voice of India, New Delhi 1991.
- Negationism in India: Concealing the Record of Islam, Voice of India, New Delhi 1992, ISBN 81-85990-01-8.
- Indigenous Indians: Agastya to Ambedkar, Voice of India, New Delhi 1993, ISBN 978-81-85990-04-0.
- Psychology of Prophetism – A Secular Look at the Bible (Memento vom 21. Oktober 2013 im Internet Archive), Voice of India, New Delhi 1993, ISBN 81-85990-00-X.
- Dr. Ambedkar – A True Aryan, Voice of India, New Delhi 1993, ISBN 978-81-85990-13-2.
- BJP vis-à-vis Hindu resurgence (Memento vom 21. Oktober 2013 im Internet Archive), Voice of India, New Delhi 1997, ISBN 81-85990-47-6.
- The Demographic Siege (Memento vom 21. Oktober 2013 im Internet Archive), Voice of India, New Delhi 1997, ISBN 81-85990-50-6.
- Update on the Aryan Invasion Debate, Aditya Prakashan, New Delhi 1999, ISBN 81-86471-77-4.
- Decolonizing the Hindu Mind – Ideological Development of Hindu Revivalism, Rupa & Co., Delhi 2001, ISBN 81-7167-519-0.
- The Saffron Swastika – The Notion of „Hindu Fascism“, Voice of India, New Delhi 2010, ISBN 81-85990-69-7.
- Gandhi and Godse – A review and a critique, Voice of India, New Delhi 2001, ISBN 81-85990-71-9 (Französisch: Mit Bernard Frumer: Pourquoi j’ai tué Gandhi, examen critique de la défense de Nathuram Godse, Les Belles Lettres, Paris 2007).
- Who is a Hindu? Hindu revivalist views of Animism, Buddhism, Sikhism, and other offshoots of Hinduism, Voice of India, New Delhi 2002, ISBN 81-85990-74-3.
- Ayodhya: The Case Against the Temple, Voice of India, New Delhi 2002, ISBN 81-85990-75-1.
- Ayodhya, The Finale – Science versus Secularism the Excavations Debate, Voice of India, New Delhi 2003, ISBN 81-85990-77-8.
- Return of the Swastika: Hate and Hysteria Versus Hindu Sanity, Arktos Media Ltd, New Delhi 2007, ISBN 978-81-85990-79-8.
- Asterisk in Bhāropīyasthān. Minor Writings on the Aryan Invasion Debate, Voice of India, New Delhi 2007, ISBN 81-85990-80-8
- The Problem with Secularism, Voice of India, New Delhi 2007, ISBN 93-8548502-4.
- The Argumentative Hindu. Essays by an Unaffiliated Orientalist, Aditya Prakashan, New Delhi 2012, ISBN 81-7742-124-7.